# Cabeçudoss
Cabeçudoss é uma banda carioca de hardcore underground formada em 1994 por Helinho (voz), Augusto Freitas (guitarra), Fábio Aguillar (guitarra), Júnior (baixo) e André Baba (bateria).

## Carreira
Em 1997 a banda ganhou um concurso promovido pela Rádio Cidade FM, do Rio de Janeiro, no qual foi premiada com a gravação de um single pela gravadora WEA, além de ter uma das composições divulgada pela emissora. Com isso, participaram de diversos festivais como o Skol Rock, no qual se classificou em 2º lugar, e "Expo Alternative", no qual tocou ao lado de Pavilhão 9, Inocentes e Rhythm Collision.
A banda teve uma carreira internacional devido à participação em um disco europeu, no qual se integraram também duas bandas europeias.
Em 2000, gravaram o álbum Cabeçudoss. O single Cheretim fez parte da trilha-sonora do seriado Malhação, em 2000 e ficou 8 semanas no primeiro lugar das paradas de sucesso. Neste mesmo ano, a banda fez parte do line-up do festival "Rock na Praia".
No ano de 2002, a banda se apresentou no carnaval carioca, no palco montado na Lapa. No ano seguinte foi uma das atrações do "Terrapalooza III - FestRock" e da 4ª Edição do Space Rock Festival.

## Discografia

### Demotape
- 1994 - Do It Yourself
- 1996 - Lei do cão

### Álbuns de Estúdio
- 2000 - Cabeçudoss
- 2001 - Siga ou Saia da Frente!

#### Álbum "Cabeçudos"
| Ano  | Álbum                     | Músicas | Gravadora     |
| ---- | ------------------------- | --- | ------------- |
| 2000 | Cabeçudoss                | 01.Cheretim 02.No Shape 03.De Front 04.Lei do Cão 05.Qual É Mané 06.Não 07.Play 08.Minha Mariazinha 09.Frevo Mulher 10.Bate Cabeça 11.Sub-Rio (Volta Por Cima) 12.Samba de Bamba 13.PNC                                                  | Indie Records |
| 2001 | 4 Siga ou Saia da Frente! | 01. O verme 02. Pela última lábia 03. Drop Jump 04. Até as bola 05. Dor de dente 06. Falta de ar 07. Tosco 08. Tempo para pensar 09. Fusões afora 10. On Jack! 11. Boca seca 12. Pela última lábia (Versão semi-acústica \| Bonus Track) | Indie Records |

### Coletâneas (Com outras bandas)
- 1995 - Vozes da Raiva Vol III - elo Fast n Loud
- 2003 - Loud! A vez do Brasil - Tributo ao inédito 2 (Independente)

## Prêmios e Indicações
| Ano  | Prêmio                      | Categoria        | Indicação               | Resultado | Ref.  |
| ---- | --------------------------- | ---------------- | ----------------------- | --------- | ----- |
| 1998 | MTV Video Music Brasil 1998 | Melhor Democlipe | PNC (Porrada Na Cabeça) | Indicado  | [ 8 ] |